# فيلاتا
فيلاتا هي بلدية في مقاطعة فرشيلي التابعة لإقليم بييمونتي الإيطالي، تقع على بعد حوالي 70 كيلومتر (43 ميل) إلى الشمال الشرقي من مدينة تورينو وحوالي 8 كيلومتر (5 ميل) إلى الشمال من فيرتشيلي.
تقع فيلاتا على حدود البلديات التالية: بورغو فيرسيلي، كرسنبلوت، كاسالفون، أولدينكو، سان نازارو سيشيا، فيرتشيلي. وتبلغ مساحتها 14.37 كيلومتر مربع (5.55 ميل2).

## السكان
في سنة 1861 بلغ عدد السكان 1٬893 نسمة، وتطور العدد ليصل في سنة 2011 لـ 1٬618 نسمة.
يظهر هذا المخطط البياني تطور النمو السكاني لـ فيلاتا

## وصلات خارجية
- الموقع الرسمي